# Nicole Blackman
Pour les articles homonymes, voir Blackman.
Nicole Blackman est une artiste américaine née à New York le 30 novembre 1971.

## Biographie
Nicole Blackman est une icône du mouvement gothique nord-américain. Écrivaine, poétesse et chanteuse, elle est également performeuse.
Elle a chanté en première partie de la tournée américaine 1995 de KMFDM
Elle travaille en 2008 sur un nouveau livre (Pain Killer - paraître chez Akashic Books).

## Publications
- Pretty (1993)
- Sweet (1995)
- Nice (1996)
- Blood Sugar (1997).